# نمایش ترسناک گریگوری
نمایش ترسناک گریگوری (به انگلیسی: GREGORY HORROR SHOW) انیمهٔ سریالی سی‌جی‌آی ژاپنی خلق‌شده توسط نائومی ایواتا می‌باشد که در ایستگاه‌های تلویزیونی منتخب تی‌وی آساهی پخش می‌شد. داستان سریال حول محور هتل اسرارآمیزی که گریگوری هاوس نام دارد می‌چرخد که توسط موش پیری به‌نام گریگوری اداره می‌شود که ارواح گمشده اغلب سر از آنجا در می‌آورند.